# Gola Mire
Mariem Golde Mire, znana jako Gola Mire (ur. 1911 w Rzeszowie, zm. 19 kwietnia 1943 w Krakowie) – żydowska działaczka ruchu oporu podczas II wojny światowej.

## Życiorys
Urodziła się w 1911 roku w Rzeszowie w majętnej, religijnej rodzinie. Jako nastolatka dołączyła do organizacji Ha-Szomer Ha-Cair, w której szybko stała się znaczącą postacią. Gdy jej rodzice wyjechali do Belgii, na prośbę organizacji Mire przeniosła się do Lwowa, gdzie znajdowała się galicyjska centrala Ha-Szomer Ha-Cair. W 1932 roku została jednak wydalona z organizacji za zbyt radykalnie lewicowe poglądy, po czym nawiązała współpracę z Polską Partią Komunistyczną. W 1936 roku współorganizowała strajk w fabryce „Kontakt”, w której sama pracowała, za co została skazana na 6 miesięcy aresztu. Po odzyskaniu wolności zaczęła organizować komórki komunistyczne w okolicach Przemyśla, za co wraz z dwunastoma innymi działaczkami została znów skazana na karę więzienia. Podczas procesu, w trakcie którego kobiety broniły się same, Mire wygłosiła mowę na temat kraju i równości społecznej, która poruszyła słuchaczy, w tym prokuratora, który podarował jej później kwiaty. Mire została skazana na 12 lat więzienia. W 1938 roku została przeniesiona do zakładu w Bydgoszczy-Fordonie.   
Z wybuchem II wojny światowej udało się jej wydostać wraz z grupą więźniarek z zamkniętego i porzuconego przez służbę więzienia i uciec przed wkroczeniem Niemców na wschód. We Lwowie wyszła za mąż za działacza komunistycznego Aleksandra Hausmana i dołączyła do rady miasta. Po ataku Niemiec na ZSRR Hausman wyruszył na wschód, by dołączyć do szeregów Armii Czerwonej, a Mire, która była w ostatnich miesiącach ciąży, pozostała. Urodziła w ukryciu, sama przecinając pępowinę. Zimą 1941 roku dotarła do rodziny w getcie krakowskim, jej syn zmarł. Dochodząc do zdrowia po trudnej drodze do Krakowa i po stracie dziecka, zaczęła pisać wiersze adresowane mężowi i dziecku, tworząc w jidysz, po hebrajsku i po polsku. Z czasem dołączyła do podziemia, gdzie posługiwała się pseudonimem „Lidka”, oraz zaprzyjaźniła się z lokalnymi działaczami. W końcu opuściła getto i dołączyła do dawnych towarzyszy. Wraz z Herszem Baumingerem odegrała kluczową rolę w grupie „Iskra”, która zajmowała się sabotażem. Nazwa grupy prawdopodobnie nawiązywała do jej pierwszej akcji: podpalenia garażu z ciężarówkami SS. Pod wpływem Mire „Iskra” dołączyła do Gwardii Ludowej i została jedną z najbardziej aktywnych komórek w Krakowie. Mire odgrywała rolę pośredniczki swojej grupy w kontaktach z kierownictwem Gwardii i dołączyła do redakcji propagandowego pisma konspiracyjnego.   
Ważną akcją „Iskry” był wykonany z oddziałem „He-Chaluc ha-Lochem” atak 22 grudnia 1942 roku, zwany „Nocą Cyganerii”. W akcji wzięło udział 40 działaczy. Częścią planu było ukrycie żydowskiej tożsamość działaczy, ponieważ obawiano się natychmiastowej likwidacji getta w odwecie; z tego względu planowano rozwiesić antyniemieckie plakaty i polskie flagi, a także złożyć wieńce pod polskimi pomnikami. Bojownicy przeprowadzili atak bombowy na kawiarnię niemiecką „Cyganeria”, do której uczęszczali nazistowscy oficerowie. Dokładna liczba ofiar niemieckich ataku nie jest znana, najczęściej w źródłach mówi się o 12 osobach. Ataki na inne cele nie powiodły się. Akcja została upamiętniona tablicami przy ul. Szpitalnej 38 i na ścianie gmachu Zarządu Gminy Wyznaniowej Żydowskiej w Krakowie.   
Na początku marca 1943 roku Mire została aresztowana w drukarni Polskiej Partii Robotniczej i trafiła do więzienia Montelupich, gdzie przez dwa tygodnie była izolowana i torturowana. Nie wydawszy swoich kompanów, została przeniesiona do żeńskiego skrzydła więzienia, gdzie przetrzymywano działaczki „He-Chaluc ha-Lochem”. Wraz z Gustą Dawidsohn-Dränger obmyśliła plan ucieczki grupy więźniarek, gdy będą przewożone do Płaszowa. 19 kwietnia 1943 roku, gdy kobiety zostały prowadzone do ciężarówki, na znak rozbiegły się po ulicy, która ze względu na wczesną porę była pusta i nie dała schronienia w tłumie. Większość więźniarek zginęła od kul, w tym Mire.   
Pośmiertnie odznaczona Orderem Virtuti Militari (1946). 